# Леонтовичи
Леонтовичи (укр. Леонтовичі; до 2024 года — Перше Травня, укр. Перше Травня) — посёлок в Покровском районе Донецкой области Украины.
Население по переписи 2001 года составляло 698 человек. Почтовый индекс — 85305. Телефонный код — 623. Код КОАТУУ — 1422784701.

## Местный совет
85305, Донецкая обл., Покровський р-н, с-ще Перше Травня, ул.Зотова, 8